# The Klaxon
The Klaxon es una banda colombiana de ska y reggae que se destaca como una de las más representativas de este género en Colombia.

## Historia
The Klaxon se fundó en el año 2000 en la ciudad de Bogotá con una propuesta musical que fusiona ska y reggae con matices de diferentes ritmos latinos.
Progresivamente la banda va adquiriendo popularidad y logra presentarse en dos ediciones consecutivas de Rock al Parque (2001 y 2002) y en 2002 en el Rastazo e Ibagué Ciudad Rock entre otros festivales importantes de Colombia. Este mismo año The Klaxon obtiene una nominación en los premios Shock de la música en la categoría de "Mejor Artista Ska-Reggae". En el 2003 la banda publica el maxisingle "El Ampatóleo"y es nuevamente nominado en la categoría de "Mejor Artista Ska-Reggae" en los premios Shock. Los años siguientes hace parte de tres discos compilados internacionales; "El que la Hace la Grita" con Sony Music México y "Skabox: Latinoamérica Unida 1" y "Skabox: Latinoamérica Unida 2" bajo el sello Viuda Negra Récords, y en el año 2004 recibe una nueva nominación en los premios Shock en la categoría de "Mejor Colaboración".
En el 2005 empieza la grabación de su primer disco de larga duración; "Obras Públicas", producido por Andrés Silva, fundador y líder de la banda. El disco incluye colaboraciones junto a Los Cafres de Argentina en el tema "Ya Nada Puede Ser Igual", a los venezolanos Desorden Público en "Qué Mas Quisiera" y a Ojos de Brujo de España en el bonus track "Chandé Gitano". Un año más tarde la banda inicia la gira "La Klaxoneta por Latinoamérica" que los llevaría por escenarios de Ecuador, Perú, Chile y Argentina. Esta gira partiría en dos la historia de The Klaxon debido al fallecimiento del percusionista Cristian Fonseca en Ecuador al final de la misma.
En el 2007 The Klaxon retoma los escenarios colombianos llevando su música a diferentes lugares del país. Posteriormente hace parte del cartel de Rock Al Parque 2009 y empieza la preproducción de su segundo álbum "Del Mar y el Desierto", el cual es culminado en septiembre de 2010 en el estudio "El Cangrejo Records" de la agrupación Karamelo Santo, en Buenos Aires Argentina. "Del Mar y el Desierto" incluye colaboraciones con los Argentinos Goy Karamelo (en "Recuerdo tu Futuro Hoy"), 13H(en "Aún Falta Mucho") y Aztecas Tupro (en "Amanecer"). Para julio de 2011, The Klaxon participa en la XII Edición del Victoria Ska Fest, en BC Canadá, donde comparte con Ky-Mani Marley, Gramps Morgan, The Planet Smashers entre otros. Después de su gira por Canadá, The Klaxon inicia un nuevo recorrido por tierras Mexicanas, llevando su música a diversos eventos y festivales en este país.
The Klaxon recibe nominaciones consecutivas en los premios Subterránica en la categoría de "Mejor Artista Ska - Reggae" en los años 2009, 2010 y 2011. En el 2012 The Klaxon regresa a Colombia y participa de diferentes eventos. En el 2013 se presenta en importantes festivales como Rock al Parque, Tortazo Independiente, Quitasol Fest en Bello, Antioquia y Festival Internacional Altavoz en la ciudad de Medellín.
En el año 2016 la banda comienza la producción de "De Nacimiento", su tercer trabajo discográfico de larga duración, producido en los estudios de Audiovisión con el patrocinio de Tigo Music. Entre el 2017 y el 2018 realiza varias presentaciones en territorios colombianos y ecuatorianos y a principios del 2019 presenta el videoclip de Seguimos En Pie, primer sencillo extraído de De Nacimiento. Para Rock al Parque 2019 anuncia por primera vez la presentación de un show especial en formato Big Band denominado The Klaxon: ¡Big Bang!. 
En 2020 son convocados para grabar una versión de "Pupilas Lejanas" en el disco homenaje a Los Pericos publicado bajo el nombre "Ska Pericos" con la participación de 12 bandas de todo el continente americano. 
En el 2021 son anunciados como parte del cartel de Rock al Parque que en esa edición reúne a todos los festivales Al Parque en un solo evento con motivo del aniversario de los 10 años de Idartes. Ese mismo año la banda participa activamente de las manifestaciones del estallido social de 2021 en Colombia, en el marco de las cuales reeditan el single "Doña Piedad" cuyo videoclip contiene imágenes capturadas durante las concentraciones. 
En el 2022 The Klaxon emprende su primera gira europea por escenarios de Alemania, Francia, España, Países Bajos, Suiza y República Checa, al término de la cual regresa para cumplir con algunos shows en territorio Colombiano, para posteriormente regresar a Europa y México en un nuevo tour durante el verano de 2023. 
En el 2024 la banda la banda emprende una gira por el Eje Cafetero Colombiano y visita nuevamente México, donde participa en el Festival Skaravana y se presenta en el emblemático Tianguis Cultural El Chopo. Da una serie de conciertos por el sur del territorio colombiano y emprende una nueva gira europea con motivo del lanzamiento en formato físico del nuevo disco De Nacimiento, en esta ocasión incluyendo fechas en Inglaterra, convirtiéndose así en la primera banda de ska-reggae colombiana en girar por el Reino Unido.  
A mediados de 2024 son anunciados como invitados nacionales de Ibagué Ciudad Rock, el segundo festival de rock más antiguo de Colombia, al que regresan 23 años después de haber estado en su primera versión.
A lo largo de sus 24 años de vida artística, The Klaxon se consolida como una de las bandas más longevas y de más vigencia de la movida ska-reggae colombiana, habiendo compartido cartel con importantes artistas colombianos como Doctor Krápula, Nawal, Dafne Marahuntha La Severa Matacera, Pornomotora etc y así mismo con artistas internacionales como Ky-Mani Marley, Bersuit Vergarabat, Sr. Flavio, Misfits, King Changó, Nonpalidece, Alborosie, Resistencia Suburbana, Anvil, Los Cafres, Timmy O' Tool, Anita Tijoux, Café Tacuba, Fito Páez, Zona Ganjah, Juanes, Pedro Aznar, Angra, Gustavo Santaolalla, El Tri, Babasónicos entre otros.

## Discografía

### De estudio
- El Ampatóleo (2003), Viuda negra music
- Obras Públicas (2006), Union Latina
- Del Mar y el Desierto (2010), Union Latina

### Participaciones en compilados
- Ska Box (2002) Viuda Negra Records
- Ska Box 2 (2004) Viuda Negra Records

- El Que la Hace la grita (2004) Sony Music México

- Unión Latina (2006)
- 15 años Rock al Parque (2009)
- Ska Pericos (2020)

## Videografía
- Doña Piedad
- Pupilas Lejanas
- Seguimos en pie
- Un segundo no más
- Día al Sur
- Amanecer
- Soldado corazón
- La Noche

## Integrantes
- Andrés Silva - Voz
- Daniela Nieto - Trombón
- Michelle Camargo - Saxo alto / clarinete
- Daniel Montoya - Teclados
- Joshua Fonseca - Batería
- Sergio Arias - Guitarra
- Christian Hernández - Bajo